# Arteria epigastrica inferiore
Nell'anatomia umana, l'arteria epigastrica inferiore è un'arteria dell'addome che nasce dalla arteria iliaca esterna e si anastomizza con l'arteria epigastrica superiore. Lungo il suo decorso si accompagna alla vena relativa, la vena epigastrica inferiore.

## Decorso
Il vaso prende origine dall'arteria iliaca esterna, subito al di sopra del legamento inguinale. 
Si porta in avanti nel tessuto sottoperitoneale, quindi si dirige verso l'alto, obliquamente contornando il margine mediale dell'anello inguinale addominale fino a raggiungere la faccia inferiore del muscolo retto dell'addome.
Il sollevamento del peritoneo parietale, dovuto al decorso del vaso, determina la formazione della piega ombelicale laterale, separante la fossetta inguinale laterale da quella mediale.
L'arteria continua il suo decorso verso l'alto, attraversa la fascia trasversale e transita davanti alla linea arcuata. Infine ascende tra il muscolo retto addominale, faccia posteriore, e la lamina posteriore della sua guaina.
Nella parte terminale il vaso si suddivide in numerosi rami che, decorrendo nel sottocute della parte addominale, vanno ad anastomizzarsi, attorno all'ombelico, con l'arteria epigastrica superiore, ramo dell'arteria toracica interna, e con le arterie intercostali inferiori.
Come già detto, poco dopo aver preso origine al di sopra del legamento inguinale, l'arteria si dirige obliquamente e verso l'alto: in questa zona si trova a giacere lungo i margini inferiori e mediale dell'anello inguinale addominale, e dietro l'inizio del funicolo spermatico.
L'arteria, nel punto in cui si trova a transitare in prossimità dell'orifizio addominale del canale inguinale, viene ad incrociarsi con i vasi testicolari ed il condotto deferente (nel maschio), e con il legamento rotondo dell'utero (nella donna).

## Collaterali e terminali
- Arteria cremasterica: è l'arteria che, nel maschio, decorre con il funicolo spermatico nel canale inguinale. L'arteria si distribuisce alle pareti del funicolo ed al muscolo cremastere.
- Arteria del legamento rotondo: nella femmina è l'arteria analoga a quella sopra descritta. Il vaso decorre con il legamento rotondo nel canale inguinale.
- Ramo Pubico: questo vaso viene ad anastomizzarsi con il ramo pubico proveniente dall'arteria otturatoria.
- Rami muscolari e cutanei: si suddividono in arteriole destinate al muscolo retto addominale e alla cute. Questi rami si anastomizzano con vasi analoghi provenienti dall'arteria epigastrica superiore (a sua volta ramo dell'arteria toracica interna) e dall'epigastrica superficiale (ramo dell'arteria femorale).

## Galleria d'immagini

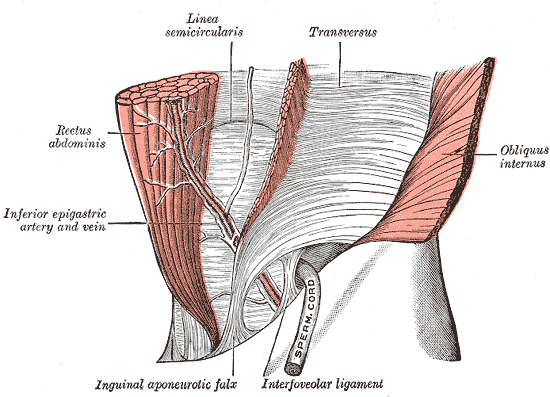
Il legamento interfoveolare, visto di fronte.
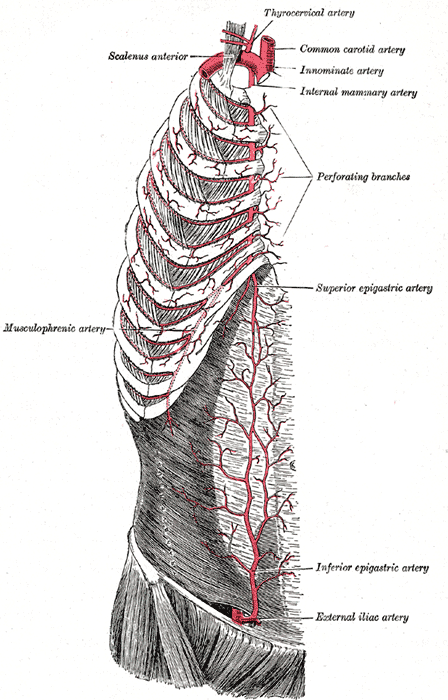
L'arteria mammaria interna ed i suoi rami.
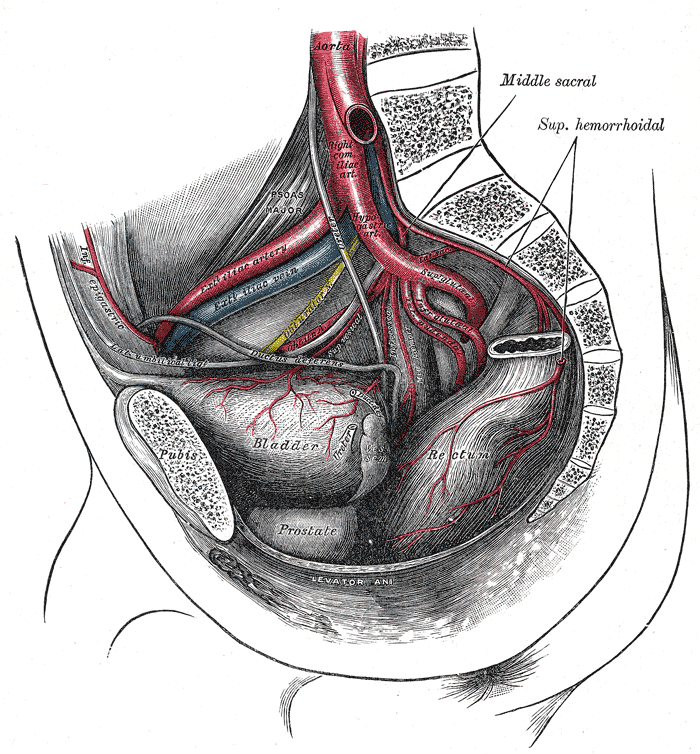
Le arterie della pelvi.
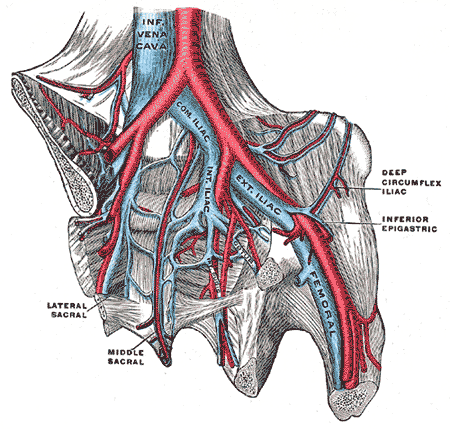
La vena iliaca.
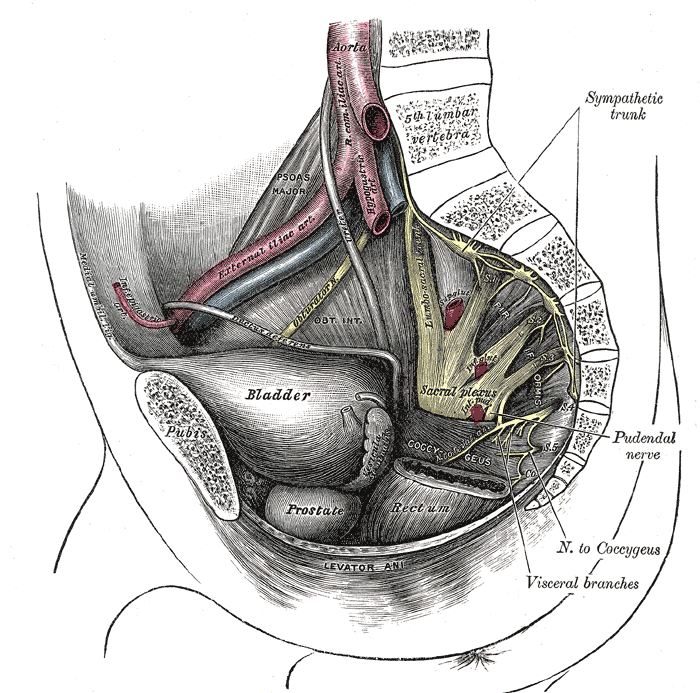
Dissezione della parete laterale del bacino che mostra i plessi sacrale e pudendo.
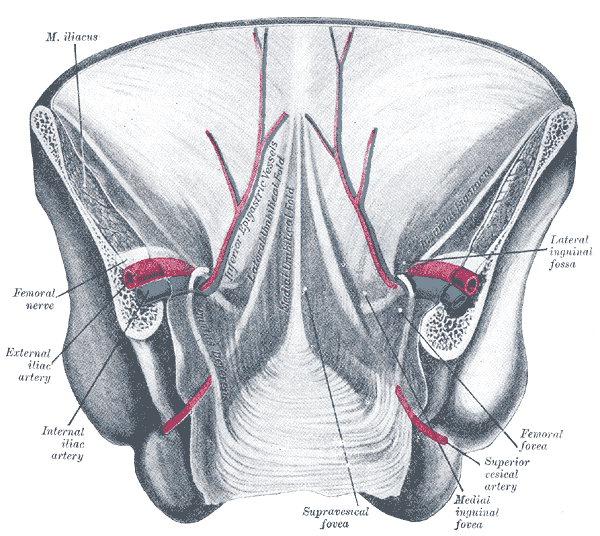
Visione posteriore della parete addominale anteriore nella sua metà inferiore. Il peritoneo è in sede e le varie corde sono visibili come brillanti attraverso esso.
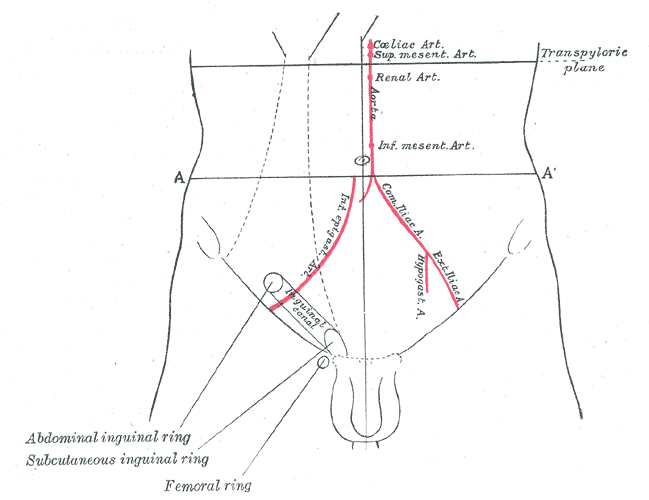
Visione frontale dell'addome, è indicato il decorso delle arterie e del canale inguinale.
Schema delle arterie derivanti dalla iliaca esterna e dalle arterie femorali.